# Daniel M. Dick

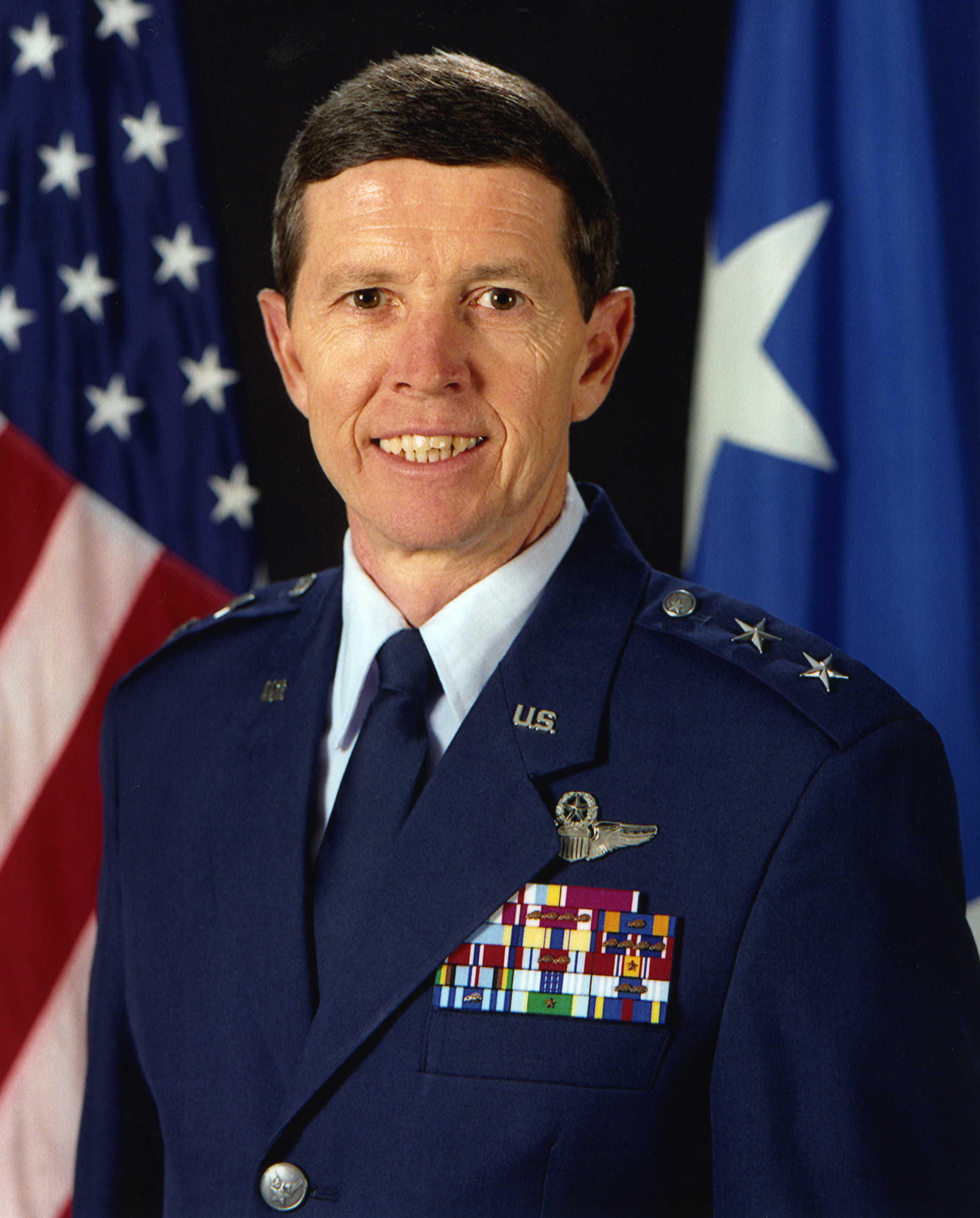
Daniel M. Dick

Daniel M. Dick (* um 1948) ist ein pensionierter Generalmajor der United States Air Force. Er war unter anderem Kommandeur der 13. Luftflotte.

## Leben
Über das ROTC-Programm der Virginia Tech University gelangte Daniel Dick im Jahr 1970 in das Offizierskorps der United States Air Force. Dort durchlief er anschließend alle Offiziersränge vom Leutnant bis zum Zwei-Sterne-General.
Im Lauf seiner militärischen Karriere absolvierte er verschiedene Kurse und Schulungen. Dazu gehörten unter anderem eine Ausbildung zum Kampfpiloten und weitere Fortbildungskurse als Pilot neuer Flugzeugtypen, die Squadron Officer School (über einen Fernkurs), das Air Command and Staff College auf der Maxwell Air Force Base in Alabama, das Air War College und das National War College in Fort Lesley J. McNair in Washington, D.C. Außerdem erhielt er einen akademischen Grad von der Troy University.
In seinen frühen Jahren als Offizier der Luftwaffe war er an verschiedenen Stützpunkten stationiert. Dabei war er als Pilot, Flugausbilder oder Stabsoffizier bei unterschiedlichen Einheiten tätig. Dazwischen absolvierte er die erwähnten Schulungen. Zwischen Juni 1972 und Juli 1976 war er auf der Hahn Air Base in Deutschland als Kampfpilot stationiert. Anschließend war er bis zum März 1979 als Flugausbilder auf der britischen Luftwaffenbasis bei Bentwaters in der Grafschaft Suffolk tätig.
In den folgenden Jahren war er an verschiedenen Standpunkten in den Vereinigten Staaten bei unterschiedlichen Einheiten stationiert. Im Dezember 1986 erhielt er als Oberstleutnant auf der Shaw Air Force Base in South Carolina das Kommando über die 33. Taktische Kampfstaffel (33rd Tactical Fighter Squadron) das er bis zum August 1988 innehatte. Daran schloss sich bis zum Juni 1989 sein Studium am National War College an. Es folgte eine Versetzung nach Heidelberg. In der dortigen Campbell Barracks gehörte Daniel Dick bis Juni 1991 dem Stab der Fourth Allied Tactical Air Force an.
Seine nächste Mission führte ihn auf die Langley Air Force Base in Virginia. Dort gehörte er zwischen August 1991 und August 1992 als Special Assistant to the Commander dem Stab des Air Combat Commands (ACC) an. Danach wurde er auf der Moody Air Force Base in Georgia stellvertretender Kommandeur des 347. Kampfgeschwaders (347th Fighter Wing). Diese Aufgabe nahm er zwischen August 1992 und Mai 1994 wahr. Danach erhielt er auf der Hill Air Force Base in Utah das Kommando über das 388. Kampfgeschwader, das er bis April 1995 innehatte.
Daran schloss sich eine Rückkehr zum ACC auf der Langley AFB an. Zwischen Mai 1995 und Juni 1996 war Dick dort Generalinspekteur dieses Kommandos. Anschließend wurde er nach Saudi-Arabien versetzt. Auf der dortigen Prince Sultan Air Base kommandierte Daniel Dick zwischen Juni 1996 und Juni 1997 das 4404. Geschwader (4404th Wing). Es folgte eine weitere Rückkehr zum ACC auf der Langley AFB. Bis zum Juli 1998 leitete er dort dessen Stabsabteilung für Planungen und Programme (Director of Plans and Programs). Als Nächstes wurde er zur Davis-Monthan Air Force Base in Arizona versetzt. Dort war er zwischen Juli 1998 und Mai 1999 stellvertretender Kommandeur der 12. Luftflotte.
Im Mai 1999 übernahm Daniel Dick auf der Andersen Air Force Base auf Guam als Nachfolger von Thomas C. Waskow das Kommando über die 13. Luftflotte (Thirteenth Air Force). Dieses Amt bekleidete er bis zum 14. November 2000, als Theodore W. Lay II seine Nachfolge antrat. Danach wurde er zum Stab des United States Joint Forces Command versetzt. Dort leitete er bis zu seiner Pensionierung am 1. Juli 2003 dessen Stabsabteilung für Bedarf und Integration (Director for Requirements and Integration).
Während seiner aktiven Zeit als Militärpilot absolvierte er über 3600 Flugstunden auf verschiedenen Flugzeugtypen.

## Daten der Beförderungen
| Abzeichen | Rang               | Jahr             |
| --------- | ------------------ | ---------------- |
|           | Second Lieutenant  | 6. Juni 1970     |
|           | First Lieutenant   | 24. März 1972    |
|           | Captain            | 24. Juni 1974    |
|           | Major              | 1. November 1981 |
|           | Lieutenant Colonel | 1. März 1985     |
|           | Colonel            | 1. Januar 1991   |
|           | Brigadier General  | 1. Oktober 1995  |
|           | Major General      | 1. August 1998   |

## Orden und Auszeichnungen
Daniel Dick erhielt im Lauf seiner militärischen Laufbahn unter anderem folgende Auszeichnungen:
- Air Force Distinguished Service Medal
- Defense Superior Service Medal
- Legion of Merit
- Defense Meritorious Service Medal
- Meritorious Service Medal
- Air Medal
- Aerial Achievement Medal
- Air Force Commendation Medal